# 마리아 시클그루버
마리아 아나 시클그루버(독일어: Maria Anna Schicklgruber, 1795년 4월 15일 ~ 1847년 1월 7일)는 알로이스 히틀러의 어머니이자 아돌프 히틀러의 할머니이다.

## 가족
마리아는 오스트리아 대공국 발트비어텔 지역에 있는 슈트로네스 마을에서 태어났다. 그녀는 테레지아 파이징거(1769년 9월 7일 ~ 1821년 11월 11일)와 농부 요하네스 시클그루버(1764년 5월 29일 ~ 1847년 11월 12일)의 딸이었다. 마리아는 가톨릭 신자였고, 그녀에 대해 알려진 것은 교회와 다른 공공기록에 근거한다.
마리아는 11남매 중 한 명이었고, 그들 중 6명만이 장성하였다. 그녀의 어린 시절은 빈 북서쪽 오스트리아 하류 북서쪽의 한 시골 숲이 우거진 지역의 가난한 소작아였다.
1821년에 마리아의 어머니는 마리아가 26살이었을 때 사망했다. 그녀는 74.25굴덴의 유산을 받았는데, 그녀는 1838년까지 오르판스 펀드에 투자했다. 그 무렵에는 165굴덴으로 두 배 이상 증가했다. 당시 사육 돼지는 4마리, 소는 1012마리, 여관은 500마리였다. 베르너 마서는 그녀가 "전란하고, 내성적이며, 유난히 빈틈이 없는 농부 여성"이라고 평했다.
그녀가 그 생애 동안 가난하지 않았음을 나타내는 그녀의 유산을 저축하는 것 외에, 마리아가 마흔을 넘기 전까지 그녀의 삶에 대해 알려진 것은 거의 없다.

## 알로이스를 낳다
1837년 42세 때 아직 미혼인 상태에서 첫 아들이 태어났다. 그녀는 아들의 이름을 알로이스라고 지었다. 그녀는 아이의 아버지가 누구인지 밝히기를 거부해 신부가 알로이스 시클그루버에게 세례를 주고 세례명부에 아버지 이름을 대신해서 '불법'을 입력했다고 메모한다. 역사가들은 알로이스의 아버지 후보 세 명을 논했다.
요한 게오르크 히들러는 생후 알로이스의 출생증명서에 이름이 추가되었고 제3제국에 의해 알로이스의 아버지로 공식 인정되었다.
요한 게오르크의 동생인 요한 네포무크 히들러는 어린서절의 알로이스를 키웠고 훗날 알로이스의 저축의 상당 부분을 그에게 주겠다고 했지만, 누가 알로이스의 진짜 아버지라면 공개적으로 그것을 인정하는 것이 결코 편법이라고 보지 못했다.
그리고 레오폴드 프랑켄베르거라는 유대인이, 뉘른베르크 재판에서, 한스 프랑크가 보고한 대로다. 역사학자들은 프랑켄베르거가 시클그루버가 임신 당시 그라즈에는 유대인 가정이 없었기 때문에 근거 없는 것이라고 일축한다.
그가 태어났을 때, 그녀는 트럼멜스슐라거라는 이름의 스트롱스 마을 가족과 함께 살고 있었다. 트럼멜스슐라거 부부는 알로이스의 대부로 등록되었다.
마리아는 곧 슈트론스에 있는 집에서 자신의 아버지와 함께 거주했다. 알려지지 않은 기간 후, 이 세 명의 시클그루버는 떠돌이 여행자인 요한 게오르크 히들러와 함께 했다. 알로이스가 태어난 지 5년 후인 1842년 5월 10일 마리아 시클그루버는 인근 될스하임 마을에서 요한 게오르크 히들러와 결혼했다. 당시 마리아는 47세였고 요한 게오르크는 50세였다.
요한 게오르크 히들러가 실제로 히틀러의 친조부였는지는 알로이스의 출생증명서에 아버지로 기재되지 않았기 때문에 알려지지 않을 것이다. 하층 오스트리아에서는 불법이 흔했다. 일부 지역에서는 최대 40%에 이르렀고, 1903년에는 그 수치가 24%에 달했으며, 아이들은 보통 나중에 합법화되었다. 히틀러의 조상은 나치즘의 주요 원칙 중 하나는 순수한 "아리아인"으로 간주되기 위해서는 문서화된 조상의 증명서가 있어야 한다는 것이었기 때문에 그의 반대론자들이 그의 친할아버지가 유대인이라는 소문을 퍼뜨리기 시작했을 때 문제가 되었다.
1931년 히틀러는 친위대에게 그의 조상에 관한 소문들을 조사하라고 명령했다; 그들은 어떤 유대인 조상들의 증거도 찾지 못했다. 그 후 히틀러는 루돌프 코펜스티이너라는 이름의 족보학자에게 그의 조상을 보여주는 큰 삽화 족보를 출판하라고 명령했다. 이것은 1937년 'Die Anentafel des Fuehrers'라는 책에서 출판되었는데, 히틀러의 가족은 모두 유대인 조상이 없는 오스트리아계 독일인이고 히틀러는 흠잡을 데 없는 '아리안' 혈통을 가지고 있다고 결론지었다. 알로이스 자신이 요한 게오르크 히들러를 친아버지(증인 3명이 이를 지지하고 있음)로 인정하고, 1876년 출생증명서에 아버지의 빈 공간을 바꾼 사제가 히틀러의 조상을 증명하는 증거로 여겨졌기 때문에 히틀러는 '아리아인'으로 여겨졌다.

## 죽음과 사후
마리아는 결혼한 지 6년 후인 1847년에 51세의 나이로 사망했는데, 그곳에서 그녀는 남편과 함께 친척인 실립가족의 집에서 살고 있었다. 그녀는 1847년 뇌졸중으로 인한 소비로 죽었다. 그녀는 될스하임의 교구 교회에 묻혔다.
1938년 오스트리아 병합이 끝난 후, 그녀의 무덤을 찾지 못해 교회 담장 옆에 '명예의 무덤'이 주어졌다. 이 무덤은 지역 히틀러 유겐트들에 의해 장식된 반면, 될스하임과 주변 지역들은 지하 지역을 증명하도록 만들어졌다. 1942년, 이 지역은 포병 훈련 구역의 일부가 되었고 지역 주민들은 철수되었다. 1945년 이후 소련의 군사훈련과 오스트리아 군부의 훈련도 1985년경까지 이어졌고, 그 무렵에는 대부분의 마을과 마을이 폐허로 변했다. 될스하임의 교회는 현재 보존되어 재건 중이다. 묘지는 보존되고 있지만, 마리아 시클그루버에 대한 묘지 표시는 현재 없다.

## 친척
1940년에 히틀러의 두 번째 사촌인 알로이지아 베이트는 하트하임 조현병 센터에서 교수형을 당했다. 정신분열증을 앓고 있는 49세의 여성인 베이트는 조직적으로 장애를 가진 사람들을 죽이기 위한 나치 프로그램인 T4 작전으로 살해되었다.

## 같이 보기
- 히틀러가

### 참고 문헌
- Bullock, Alan Hitler: A Study in Tyranny 1953 ISBN 0-06-092020-3
- Fest, Joachim C. Hitler Verlag Ullstein, 1973 ISBN 0-15-141650-8
- Kershaw, Ian Hitler 1889-1936: Hubris W W Norton, 1999 ISBN 0-393-04671-0
- Maser, Werner Hitler: Legend, Myth and Reality Penguin Books Ltd 1973 ISBN 0-06-012831-3
- Smith, Bradley F. Adolf Hitler: His Family, Childhood and Youth Hoover Institution, 1967 ISBN 978-0-8179-1622-0
- Vermeeren, Marc "De jeugd van Adolf Hitler 1889-1907 en zijn familie en voorouders". Soesterberg, 2007, 420 blz. Uitgeverij Aspekt. ISBN 978-90-5911-606-1